# Kharim Abdul Ayeh
Kharim Abdul Ayeh (* 25. Oktober 2003 in Accra) ist ein ghanaischer Fußballspieler.

## Karriere
Kharim Abdul Ayeh stand bis August 2021 beim ghanaischen Erstligisten Bechem United im Ellembelle District unter Vertrag. Im September 2021 wechselte er zum Ligakonkurrenten Karela United FC. Der thailändische Drittligist Samut Sakhon City FC nahm ihn Mitte August 2024 unter Vertrag. Mit dem Verein aus Samut Sakhon spielte er zehnmal in der Western Region der Liga. Hierbei erzielte er fünf Treffer. Im Januar 2025 wechselte er in die zweite thailändische Liga. Hier schloss er sich in Chainat dem Chainat Hornbill FC an. Sein Zweitligadebüt gab er am 4. Januar 2025 (18. Spieltag) im Heimspiel gegen den Pattaya United FC. Bei der 2:0-Heimniederlage wurde er in der 46. Minute für Thanayut Jittabud eingewechselt.